# Ahrbom & Partner

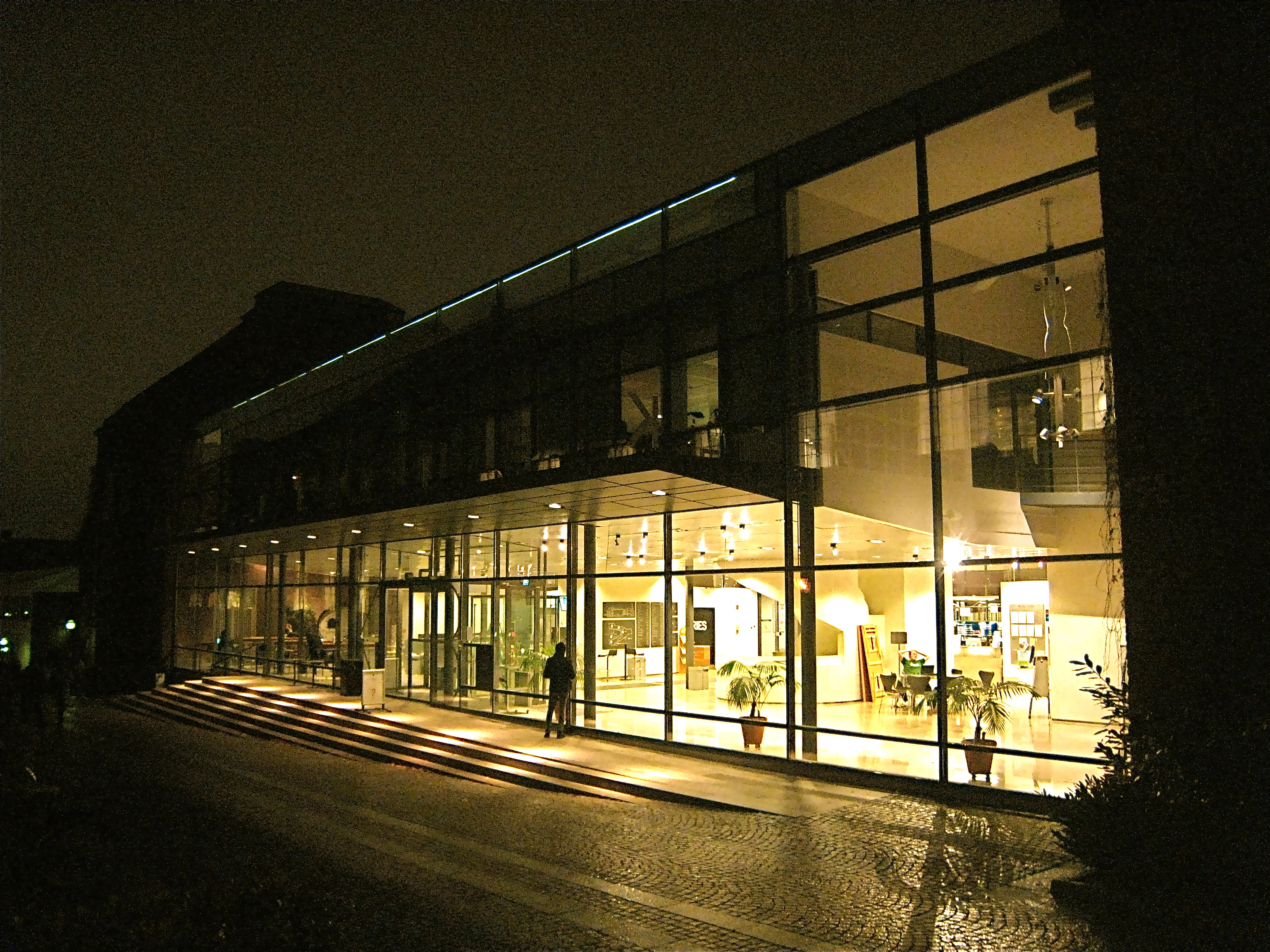
Kungliga Tekniska högskolans bibliotek

Ahrbom & Partner är ett svenskt arkitektkontor med säte i Stockholm. Sedan februari 2007 har kontoret sina lokaler i huset Skeppsbron 44.

## Historia
Kontoret har sitt ursprung i två medarbetare till Peter Celsing, Per Ahrbom (född 1938) och hans hustru Ann-Charlotte Ahrbom (född 1940), som arbetade med Celsing fram till hans död 1974. Efter Celsings död var Per Ahrbom med om att tillsammans med Lars Fahlsten (född 1937), Jan Henriksson (1933–2004) och Hans Jensfelt  (född 1941) skapa kontoret AFHJ (Ahrbom-Fahlsten-Henriksson-Jensfelt) som slutförde Celsings pågående arbeten som Kulturhuset och Riksbankshuset. 
Senare bröt sig Fahlsten och Ahrbom ut och bedrev verksamhet till 1988 under namnet Ahrbom & Fahlsten. Till Ahrbom & Fahlstens större uppdrag hörde Klamparen 10 Tingshuset vid Fleminggatan som uppfördes mellan åren 1983 och 1987 för Stockholms tingsrätt. Efter 1987 bildades Ahrbom Arkitektkontor med Per Ahrbom som ensam ägare som var verksam mellan 1988 och 1999, då flera av medarbetarna blev delägare.
2020 tilldelades Ahrbom & Partner Kasper Salin-priset för renoveringen av Kulturhuset i Stockholm. 

## Verksamhet
Ahrbom & Partner finns i sin nuvarande form sedan 1999. Kontoret har under de senaste åren lett en rad nybyggnadsprojekt, renoveringar och om- och tillbyggnader, bland andra: 
- Ny huvudbyggnad för Sveriges lantbruksuniversitet] i Uppsala.[1]
- Förnyelsen av KTH:s fastigheter som inkluderade Kungliga Tekniska högskolans bibliotek
- Ombyggnaden av Ferdinand Bobergs posthus
- Nyinredning av rotundan i Stockholms stadsbibliotek
- Ombyggnaden av Skatteskrapan
- Tillbyggnad till Handelshögskolan i Stockholms huvudbyggnad på Sveavägen 65 i Stockholm.
- Den senaste ombyggnaden av Stockholms rådhus
- Till arkitektkontorets arbeten räknas även Stadsarkivet Liljeholmskajen som är Stockholms stadsarkivets filial vid Sjöviksvägen 126 på Liljeholmskajen som invigdes 2019.
- Ombyggnaden och renoveringen av kvarteret Högvakten i Göteborg